# Єль-Таун 1
Єль-Таун 1 (англ. Yale Town 1) — індіанська резервація в Канаді, у провінції Британська Колумбія, у межах регіонального округу Фрейзер-Велі.

## Населення
За даними перепису 2016 року, індіанська резервація нараховувала 10 осіб. Середня густина населення становила 116,4 осіб/км².

## Клімат
Середня річна температура становить 8°C, середня максимальна – 19,8°C, а середня мінімальна – -6,1°C. Середня річна кількість опадів – 1 391 мм.
| Клімат поселення                              | Клімат поселення | Клімат поселення | Клімат поселення | Клімат поселення | Клімат поселення | Клімат поселення | Клімат поселення | Клімат поселення | Клімат поселення | Клімат поселення | Клімат поселення | Клімат поселення | Клімат поселення |
| Показник                                      | Січ.             | Лют.             | Бер.             | Квіт.            | Трав.            | Черв.            | Лип.             | Серп.            | Вер.             | Жовт.            | Лист.            | Груд.            |                  |
| Середній максимум, °C                         | 4,18             | 6,84             | 9,10             | 12,52            | 15,99            | 19,05            | 18,77            | 19,75            | 16,22            | 11,42            | 5,38             | 1,86             |                  |
| Середня температура, °C                       | −0,96            | 1,68             | 3,94             | 7,36             | 10,83            | 13,89            | 16,41            | 17,42            | 13,87            | 9,08             | 3,04             | −0,48            |                  |
| Середній мінімум, °C                          | −6,14            | −3,48            | −1,22            | 2,20             | 5,67             | 8,74             | 14,09            | 15,10            | 11,54            | 6,74             | 0,70             | −2,82            |                  |
| Норма опадів, мм                              | 196              | 139              | 123              | 90               | 71               | 61               | 45               | 42               | 73               | 150              | 212              | 189              |                  |
| Середньомісячна швидкість вітру, м/с          | 2.61             | 2.62             | 2.71             | 2.82             | 2.66             | 2.66             | 2.54             | 2.34             | 2.13             | 2.21             | 2.48             | 2.54             |                  |
| Середньомісячна сонячна радіація, кДж/м²·день | 3302             | 6402             | 10269            | 15369            | 18949            | 20477            | 21821            | 18754            | 13406            | 7384             | 3615             | 2574             |                  |
| --------------------------------------------- | ---------------- | ---------------- | ---------------- | ---------------- | ---------------- | ---------------- | ---------------- | ---------------- | ---------------- | ---------------- | ---------------- | ---------------- | ---------------- |
| Джерело:                                      |                  |                  |                  |                  |                  |                  |                  |                  |                  |                  |                  |                  |                  |